# The Spirit of Tango
The Spirit of Tango – płyta z twórczością argentyńskiego kompozytora Martina Palmeriego jest owocem kilkuletniej współpracy Orkiestry Kameralnej Polskiego Radia „Amadeus” i Chóru Kameralnego Uniwersytetu im. Adama Mickiewicza w Poznaniu.
Sobre las Cuatro Estaciones - O czterech porach roku to transkrypcja na bandoneon, fortepian i orkiestrę smyczkową cyklu utworów w stylu tanga (wersja oryginalna utworów napisana została na wiolonczelę solo, kwintet smyczkowy i fortepian).
Natomiast cykl Msza Buenos Aires stanowi swoiste połączenie dwóch gatunków muzycznych, katolickiej mszy (części: Kyrie, Gloria, Credo, Sanctus i Benedictus, Agnus Dei) z ognistymi rytmami tanga.

## Wykonawcy
- Małgorzata Walewska – mezzosopran
- Martin Palmeri – fortepian
- Mario Stefano Pietrodarchi – bandoneon
- Orkiestra Kameralna Polskiego Radia „Amadeus” pod dyrekcją Agnieszki Duczmal
- Chór Kameralny Uniwersytetu im. Adama Mickiewicza w Poznaniu
- Krzysztof Szydzisz i Joanna Piech-Sławecka – przygotowanie chóru

## Lista utworów
1. Sobre las Cautro Estaciones - Verano
2. Sobre las Cautro Estaciones - Otono
3. Sobre las Cautro Estaciones - Invierno
4. Sobre las Cautro Estaciones - Primavera
5. Misa a Buenos Aires - Kyrie
6. Misa a Buenos Aires - Credo
7. Misa a Buenos Aires - Benedictus
8. Misa a Buenos Aires - Agnus Dei